# Alardus (Heiliger)
Alardus († 1087) gehört zu den Heiligen der römisch-katholischen Kirche.

## Leben
Alardus war Mönch im Kloster Hasnau und wurde durch Bischof Gerard II. von Cambrai im Jahr 1079 zum Abt des Klosters Achin oder Anchin (aquiscinctum) bei Duais in Flandern ernannt. Von seinem Wirken dort wird berichtet, dass er sein Amt mit solcher Demut versah, dass er sich von seinen Untergebenen nie Herr oder Meister nennen ließ, sondern sich stets als den Geringsten der Brüder betrachtete. Er starb im Jahr 1087.
Ihm ist die Sint Alardskerk im zeeländischen Serooskerke geweiht.
Sein Gedenktag ist der 1. August.